# Miletus panaetha
Miletus panaetha is een vlinder uit de familie van de Lycaenidae. De wetenschappelijke naam van de soort is voor het eerst geldig gepubliceerd in 1909 door Waterhouse & Lyell.